# Eduard Herkner
Eduard Herkner (13. prosince 1834 Liberec – 14. září 1914 Liberec) byl rakouský a český podnikatel a politik německé národnosti, v 2. polovině 19. století poslanec Českého zemského sněmu.

## Biografie
Profesí byl podnikatelem v textilním průmyslu. Byl majitelem textilní továrny A. Herkners Söhne. Dlouhodobě působil jako viceprezident liberecké obchodní komory. Vzdělání získal v Liberci a Litoměřicích. Absolvoval živnostenskou školu v Skola v Saské Kamenici. Nastoupil na praxi k firmě Schmidt v Českém Dubu, později do otcovy továrny na škrabáky v Liberci. V roce 1854 s bratrem založil firmu A. Herkners Söhne, kterou od roku 1855 sám vedl po dobu 31 let.
V 70. letech 19. století se zapojil i do zemské politiky. Ve volbách v roce 1872 byl zvolen na Český zemský sněm za kurii obchodních a živnostenských komor (obvod Liberec). Mandát zde obhájil ve volbách v roce 1878. Uvádí se jako člen takzvané Ústavní strany (liberálně a centralisticky orientovaná platforma, odmítající autonomistické aspirace neněmeckých národností). Mandát obhájil i ve volbách v roce 1883. Rezignoval roku 1885. Po odchodu ze sněmu zastával funkci člena zemského soudu. Zasedal také v libereckém obecním zastupitelstvu.
Byl mu udělen Řád železné koruny. Získal titul císařského rady.